# Judy Agnew
Elinor Isabel Judefind « Judy » Agnew (née le 23 avril 1921 à Baltimore, Maryland, et morte le 20 juin 2012) était l'épouse du vice-président Spiro Agnew qui fut aussi gouverneur du Maryland
Elle est fille de William Lee Judefind, chimiste, et de sa femme, Ruth Elinor Schafer. Son grand-père paternel était un ministre méthodiste.
Elle épousa Spiro Agnew le 27 mai 1942 à Baltimore ; il venait d'obtenir son diplôme de la Army Officer Candidate School (en) deux jours auparavant. Ils ont quatre enfants  : Pamela Lee Agnew (Mrs. Robert E. DeHaven), James Rand Agnew, Susan Scott Agnew (Mrs. Colin Neilson Macindoe), et Elinor Kimberly Agnew.